# Sound Gruney
Ne doit pas être confondu avec Grunay ou Gruney.
Sound Gruney est une île des Shetland.